# 天主教達洛亞教區
天主教達洛亞教區 （拉丁語：Dioecesis Daloaënsis）是科特迪瓦一個羅馬天主教教區，屬加尼奧阿總教區。
1940年4月9日設薩桑德拉宗座代牧區，1955年9月14日升為教區並易現名。
包括上薩桑德拉區和馬拉韋區。2006年有教友38,000人（佔轄區總人口3.2%）、十四個堂區、四十七名司鐸。現任教區主教為莫里斯‧科南‧庫瓦西。